# Campeonato Brasileiro de Futebol Feminino Sub-18 de 2020
O Campeonato Brasileiro Feminino Sub-18 de 2020 foi a segunda edição desta competição futebolística de modalidade feminina organizada pela Confederação Brasileira de Futebol (CBF).
Foi disputada por 24 equipes entre os dias 26 de janeiro e 20 de março de 2021 por causa da pandemia de COVID-19. Fluminense e Internacional protagonizaram a decisão. Na ocasião, o Fluminense saiu vitorioso nas cobranças de pênaltis e conquistou o título mesmo sendo goleado pelo adversário na finalíssima. Alguns meses depois, ambas as equipes foram julgadas pelo Superior Tribunal de Justiça Desportiva (STJD) e punidas com perdas de pontos por escalações irregularidades de atletas. O Fluminense perdeu três pontos, enquanto o adversário perdeu seis. Por conseguinte, a equipe campeã manteve a vantagem sobre a vice.
Após a finalíssima, jogadoras e integrantes da comissão técnica do Fluminense falaram sobre a conquista. O técnico Filipe Torres valorizou do lado emocional do clube, que conseguiu se recuperar após o revés sofrido. Já a goleira Ravena, destaque nas cobranças de pênaltis, celebrou o seu primeiro título da carreira.

## Antecedentes
Em julho de 2019, a CBF anunciou a criação da primeira competição nacional de base feminina com o intuito de suprir uma lacuna da modalidade e atender as necessidades dos clubes brasileiros. O Internacional e Fluminense foi o campeão da primeira edição.

## Formato e participantes
A edição de 2020 do Campeonato Brasileiro Feminino Sub-18 estava planejada para ocorrer entre os meses de maio e setembro daquele mesmo ano. No entanto, os eventos futebolísticos foram suspensos na primeira quinzena de março por causa da pandemia de COVID-19 no país. Por conseguinte, o cronograma de competições femininas foi revisto e a realização de algumas postergadas para o ano seguinte, inclusive o torneio sub-18.
A CBF divulgou o regulamento e a tabela detalhada no dia 4 de janeiro de 2021, quando a entidade também anunciou as cidades Sorocaba e Criciúma como sedes das duas primeiras fases. O torneio foi disputado em quatro fases, sendo as duas primeiras por pontos corridos e as duas últimas em partidas eliminatórias. Na primeira, as 24 agremiações foram divididas em seis grupos, pelos quais os integrantes disputaram jogos de turno e returno contra os adversários do próprio chaveamento. Após seis rodadas, os líderes de cada grupo e os dois melhores segundo colocados se classificaram para a segunda fase. Esta, por sua vez, manteve o mesmo sistema de disputa, mas com jogos de turno único. As quatro agremiações restantes protagonizaram as semifinais e os vencedores prosseguiram para a final. Os 24 participantes desta edição foram:
| Federação                                            | Participantes    | Participações | Títulos  |
| ---------------------------------------------------- | ---------------- | ------------- | -------- |
| Amazonas                                             | Iranduba         | 1             | —        |
| Bahia                                                | Bahia            | 1             | —        |
| Bahia                                                | São Francisco EC | 1             | —        |
| Bahia                                                | Vitória          | 1             | —        |
| Ceará                                                | Ceará            | —             | —        |
| Ceará                                                | Fortaleza        | —             | —        |
| Distrito Federal                                     | Minas Brasília   | 1             | —        |
| Goiás                                                | Goiás            | —             | —        |
| Minas Gerais                                         | Atlético Mineiro | 1             | —        |
| Paraná                                               | Foz Cataratas    | 1             | —        |
| Paraná                                               | Toledo           | —             | —        |
| Pernambuco                                           | Sport            | —             | —        |
| Rio de Janeiro \|style="text-align: left;"\|Botafogo | 1                | —             |          |
| Rio de Janeiro \|style="text-align: left;"\|Botafogo | Flamengo         | 1             | —        |
| Rio de Janeiro \|style="text-align: left;"\|Botafogo | Fluminense       | 1             | —        |
| Rio de Janeiro \|style="text-align: left;"\|Botafogo | Vasco da Gama    | 1             | —        |
| Rio Grande do Sul                                    | Grêmio           | —             | —        |
| Rio Grande do Sul                                    | Internacional    | 1             | 1 (2019) |
| Santa Catarina                                       | Kindermann       | 1             | —        |
| São Paulo                                            | Corinthians      | 1             | —        |
| São Paulo                                            | Ferroviária      | 1             | —        |
| São Paulo                                            | Palmeiras        | 1             | —        |
| São Paulo                                            | Santos           | 1             | —        |
| São Paulo                                            | São Paulo        | 1             | —        |

## Primeira fase
Em 26 de janeiro de 2021, Internacional e Palmeiras protagonizaram o primeiro jogo desta edição, vencido pela primeira equipe. O clube gaúcho venceu todos os jogos disputados e terminou como líder de seu grupo. Por outro lado, o Palmeiras também obteve a vaga como uma das melhores campanhas entre os segundos colocados. Ferroviária, Flamengo, Fluminense, Kindermann, Santos e São Paulo foram os demais classificados.

## Segunda fase
Os oitos clubes classificados iniciaram a segunda fase poucos dias após o término da primeira. Internacional e Palmeiras empataram sem gols na abertura. O clube gaúcho se classificou para as semifinais juntamente com Fluminense, Santos e São Paulo.

## Fases finais
As semifinais foram iniciadas em 27 de fevereiro de 2021. O Fluminense eliminou o Santos graças a uma goleada aplicada no segundo jogo. Noutro embate, o Internacional aproveitou do regulamento da edição, que não previa o saldo de gols como critério de desempate. Dessa forma, o colorado eliminou o São Paulo mesmo com um placar agregado desfavorável.
Com esses resultados, Fluminense e Internacional avançaram para a decisão. Na finalíssima, foi a vez do Internacional sofrer com o regulamento experimental, uma vez que goleou o adversário e venceu o confronto no placar agregado, mas acabou sendo derrotado nas penalidades.
Em maio de 2021, Fluminense e Internacional foram julgadas pelo STJD por supostas escalações irregulares na final. O órgão puniu ambas as equipes: o Fluminense foi punido em três pontos, enquanto o adversário perdeu seis pontos. Apesar disso, a equipe campeã manteve a vantagem sobre a vice e permaneceu com o título.
|  | Semifinal            | Semifinal     | Semifinal | Semifinal |       |                 | Final | Final | Final | Final |
|  |                      |               |           |           |       |                 |       |       |       |       |
|  | Fluminense           | 1             | 5         | 6         |       |                 |       |       |       |       |
|  | Santos               | 1             | 1         | 2         |       |                 |       |       |       |       |
|  | Santos               | 1             | 1         | 2         |       | Fluminense (p.) | 2     | 1     | 3 (7) |       |
|  |                      |               |           |           |       | Fluminense (p.) | 2     | 1     | 3 (7) |       |
|  |                      | Internacional | 1         | 4         | 5 (6) |                 |       |       |       |       |
|  | ' Internacional (p.) | Internacional | 1         | 4         | 5 (6) | 1               | 1     | 2 (5) |       |       |
|  | ' Internacional (p.) |               |           |           |       | 1               | 1     | 2 (5) |       |       |
|  | São Paulo            | 3             | 0         | 3 (4)     |       |                 |       |       |       |       |

## Estatísticas

### Artilharia
| Gols | Jogadora             | Equipe                  |
| ---- | -------------------- | ----------------------- |
| 11   | Milena               | Internacional           |
| 7    | Letícia Monteiro     | Fortaleza Esporte Clube |
| 7    | Raissa da Silva Lima | Ferroviária             |
| 7    | Jhonson              | Toledo                  |
| 6    | Tuane                | Flamengo                |
| 5    | Kamile               | Santos                  |
| 5    | Giovana Marcelino    | São Paulo               |
| 5    | Ana Beatriz Lopes    | Internacional           |
| 5    | Chaiane de Moura     | Avaí                    |
| 5    | Tayla Roncato        | Avaí                    |

## Repercussão
Para atender a exigência da CBF, o Fluminense fechou uma parceria com o projeto de formação de atletas Daminhas da Bola, de Duque de Caxias. Desde então, o clube não havia obtido bons resultados e o Brasileiro Feminino Sub-18 foi o primeiro título da história do departamento feminino.
O Fluminense venceu o campeonato nas cobranças de pênaltis; contudo, o clube havia sofrido uma vitória no tempo regulamentar. O técnico Filipe Torres valorizou a "inteligência emocional" das jogadoras, que estavam preparadas para a decisão nos pênaltis. Em 13 jogos, foram nove vitórias, um empate e três derrotas.
A goleira Ravena, responsável por defender quatro penalidades, foi o grande da decisão e celebrou o primeiro título de sua carreira.
Após o término da competição, a coordenadora de Competições Femininas da CBF, Aline Pellegrino, exaltou o compromisso em concluir todas as competições femininas previstas para o calendário de 2020, interrompido pela pandemia de COVID-19.

## Leitura complementar
- «Regulamento Específico da Competição: Campeonato Brasileiro Feminino Sub-18 2020» (PDF). Confederação Brasileira de Futebol. Consultado em 1 de setembro de 2021. Arquivado do original (PDF) em 13 de junho de 2021
- «Tabela detalhada do Campeonato Brasileiro Feminino Sub-18 de 2021» (PDF). Confederação Brasileira de Futebol. Consultado em 16 de outubro de 2021. Arquivado do original (PDF) em 13 de junho de 2021